# Konrad Arz von Straussenburg
Konrad Helmut Arz von Straussenburg (* 11. Dezember 1962 in London) ist ein deutscher Diplomat. Er war von 2020 bis 2024 Botschafter in Finnland.

## Leben
Konrad Arz von Straussenburg war eines der Kinder aus der Ehe des deutschen Diplomaten Herbert Arz von Straussenburg (1926–2018), einem Siebenbürger Sachsen, und seiner schottischen Ehefrau Audrey, geborene Hall (1931–2005). Konrad besuchte 1969 bis 1982 Schulen in Rom, Brüssel und Sankt Augustin. Nach seinem Grundwehrdienst bei den Gebirgsjägern studierte er von 1984 bis 1990 Volkswirtschaftslehre an der Universität Freiburg und LMU München. Im Anschluss war er als Wissenschaftlicher Mitarbeiter tätig.
1991 trat er in den Diplomatischen Dienst des Auswärtigen Dienst in Bonn ein. Er war Referent für die KSZE/OSZE in der Politischen Abteilung des Auswärtigen Amts von 1993 bis 1995, Referent Wirtschaft und Entwicklungszusammenarbeit in der Botschaft New Delhi (Indien) von 1995 bis 1998, Referent Politik, Recht, Konsularangelegenheiten, Kultur und Presse in der Botschaft Beirut (Libanon) von 1998 bis 2001 und Referent für die baltischen Staaten und den Ostseerat in der Politischen Abteilung der Zentrale des Auswärtigen Amts von 2001 bis 2004. Von 2004 bis 2008 war er stellvertretender Referatsleiter im Protokoll des Auswärtigen Amts. 2008 wurde er Ständiger Vertreter des Botschafters in der Botschaft Den Haag (Niederlande). 2012 wechselte er als Referatsleiter Menschenrechte in die Abteilung Vereinte Nationen der Zentrale in Berlin.
Von 2013 bis 2017 war er Stellvertretender Chef und von 2017 bis 2020 Chef des Protokolls des Auswärtigen Amts im Rang eines Botschafters. Von 2020 bis 2024 war er Botschafter und Leiter der Botschaft Helsinki.
Konrad Arz von Straussenburg ist verheiratet und hat sieben Kinder.